# Джон Джуд Паленкар
Джон Джуд Паленкар (англ. John Jude Palencar; нар. 26 лютого 1957) — американський ілюстратор і художник, який спеціалізується на роботах у жанрі фентезі, наукової фантастики та жахів. У 2010 році він отримав премію Гамільтона Кінга. Його дуже деталізована робота описується як така, що містить багату мову символів і архетипів, які залишаються відкритими для інтерпретації глядачем.

## Раннє життя
Паленкар народився в Ферв'ю Парк, штат Огайо. Він зацікавився темою жахів і наукової фантастики рано в житті; перевдягатися інопланетянами з латексними масками, виготовленими на замовлення, і демонструвати захоплення ляканням інших і самому. У третьому класі його родина переїде до Міддлбург-Гайтс, штат Огайо. Свою першу нагороду з мистецтва він отримав у п'ятому класі за трикольоровий друк на конкурсі газетних календарів Plain Dealer у Клівленді. Далі він навчався в середній школі Мідпарк. Саме в середній школі митець пройшов мистецьку підготовку у Фредеріка С. Граффа, який до сьогодні є відомим художником, лауреатом нагород, переважно акварелі. Вигравши численні мистецькі нагороди та продавши кілька картин у середній школі, Паленкар вирішив продовжити кар'єру в мистецтві. Він навчався в Колумбійському коледжі мистецтва та дизайну (CCAD) за стипендією, отримавши ступінь бакалавра в 1980 році. Під час навчання в коледжі він працював в American Greetings Card Company та був фрілансером, склавши список регіональних і національних клієнтів у редакційній, рекламній та корпоративній творчості. Будучи старшим студентом CCAD, він виграв головну грошову винагороду на студентській виставці Товариства ілюстраторів, а також отримав стипендію для участі в семінарі ілюстраторів, що проходив у Парижі, Франція.

## Кар'єра ілюстратора
Ще навчаючись у Колумбському коледжі мистецтва та дизайну, Паленкар виставляв роботи в Товаристві ілюстраторів, і робота на виставці привернула увагу Байрона Прейса. У 1982 році художник отримав раннє та видатне завдання проілюструвати «Таємницю», книжку-головоломку, створену Байроном Прейсом і видану Bantam Books. Ілюстрації до книги зображують візуальні складові 12 головоломок, кожна з яких веде читача на пошуки скарбів. Прейс мав сховані керамічні скриньки, кожну з яких можна було обміняти на дорогоцінний камінь, у дванадцяти містах, і на сьогоднішній день було розгадано лише три головоломки та знайдено дорогоцінні камені.
Перше знайомство Паленкара з ілюструванням фентезі та фантастичної літератури відбулося незабаром після закінчення коледжу, коли він працював у Time-Life Books над The Enchanted World Series. Молодий художник брав участь у багатьох книгах із серії, зокрема «Легенди доблесті» (1984), «Привиди» (1984) та «Нічні істоти» (1985).
Відтоді його роботи з'явилися на сотнях обкладинок майже кожного великого видавництва в США та понад тридцяти країнах світу. Художник створив обкладинки для таких авторів, як Горвард Лавкрафт, Урсула Ле Гуїн, Меріон Зіммер-Бредлі, Філліс Дороті Джеймс, Чарльз де Лінт, Роберт Лоуренс Стайн, Октавія Батлер, Дейвід Брін і Стівен Кінг. Автор бестселерів Нью-Йорк таймс, Крістофер Паоліні, шанувальник творчості Джона, назвав місце народження головного героя «Паланкарська долина» на честь Джона в його бестселері Нью-Йорк таймс «Ерагон», для якого Джон також намалював обкладинку, а також створив обробку шаблону, який буде використаний для решти трьох книг серії. Стівен Кінг володіє трьома роботами художника із серії Темна вежа.
Паланкар також створив редакційні ілюстрації для Тайм, Смітсоніан, National Geographic і Nat. Geo. Телебачення, а також працював над розважальними проектами для Lucas Arts, Paramount Pictures і Vivendi Universal.
У 2004 році Паленкар став художником-резидентом у Центрі мистецтв Сілл Ріалайг у графстві Керрі, Ірландія.
У 2007 році видавництво Underwood Books опублікує «Походження: Мистецтво Джона Джуда Паленкара», 128-сторінкову данину доробку художників до того часу з передмовою Крістофера Паоліні.
У 2008 році Паленкар був нагороджений нагородою Spectrum Award for Grand Master, яка є щорічною нагородою, яка вручається митцю, який працював принаймні двадцять років на незмінно високому рівні якості та залишив свій слід у сфері сучасної наукової фантастика, фентезі та жахів.
У 2012 році редактор Tor Books Девід Гартвелл проходив повз художній відділ Tor і помітив притулену до стіни картину Паланкара. Гартвелл запитав арт-директора Айрін Галло, для чого ця картина, і йому сказали, що ця робота не має спеціального замовлення. Гартвелл використав цю роботу, щоб ініціювати проект «Паленкар», у якому п'ять письменників, Л. Е. Модесітт-молодший, Джин Вулф, Майкл Свонвік, Грегорі Бенфорд і Джеймс Морроу, написали оповідання на основі картини. Пізніше ця картина буде використана як обкладинка для «Одноокої людини» Л. Е. Модезітта молодшого.
Настінний календар Джорджа Мартіна на 2019 рік «Пісня льоду та полум'я» проілюстрований Паленкаром.

## Робочий процес
Початкові ідеї швидко накидаються, щоб дати арт-директору загальне уявлення про те, як може виглядати готова робота. Отримавши схвалення ідеї, художник створює детальну візуалізацію олівцем із тонким штрихуванням на обробній дошці. Останні картини Паленкара виконуються акрилом, але аквареллю, в якій початкові тонкі шари лягають спочатку як змив. Кілька шарів і тонкі кольори сплітаються разом, а потім художники починають вводити непрозорі та напівнепрозорі фарби. Робота в цій манері запозичує технічні підходи з олії, акварелі та яєчної темпери.

## Особисте життя
Паленкар живе в містечку Медіна, штат Огайо, зі своєю дружиною Лі, яка є вчителькою мистецтва в середній школі Гайленд у Медіні. У подружжя є двоє хлопчиків, Ієн і Кіт. Кіт, також художник, викладає малюнок і живопис в Університеті Акрона. Паленкар зберігає особисту колекцію черепів і шарнірних скелетів, які служать джерелом натхнення для багатьох картин.

## Виставки
Паленкар брав участь у численних групових виставках у галереях, коледжах та університетах Сполучених Штатів.

### Сольні
- Між світами, Кантонський художній музей, 2019[18]
- Зображення Ірландії, Національний музей, Дублін[4]
- Університет мистецтв, галерея Річарда К. фон Гесса, 2008[19]

### Групові
- Арт-центр La Mars, Виставка американського акварельного товариства, 2020[20]
- Товариство ілюстраторів, Майстри фантастичного, 2019[21]
- Центр досліджень чорної культури Шомбурга, Розкриття бачення: «Алхімія чорної уяви», куратори Джон Дженнінгс та Рейнальдо Андерсон, 2015[22]
- Студія та галерея Kosart, виставка «Малефіцій: Темне мистецтво», 2015[23]
- Інститут американського мистецтва Батлера, 2013[24]
- Аллентаунський художній музей, На межі: Мистецтво фантастичного, куратори Патрік та Джінні Вілшир, 2012[25]
- Галерея Nucleus, У горах божевілля: данина поваги творам Лавкрафта, 2010[26]

## Нагороди
- Золота медаль, Американське товариство акварелістів, за «Темну лінію», 2020[27].
- Золота медаль (інституційна), Spectrum 27, 2020, за фільм «Незнайомець»: Сьома віра[28].
- Срібна медаль (інституційна), Spectrum 26, 2019, за «Нічну варту»[29].
- Премія Гамільтона Кінга, Товариство ілюстраторів, 2010, за обкладинку книги «Муза і мрії» Чарльза де Лінта[30].
- Золота медаль, Товариство ілюстраторів, 2010[31].
- Нагорода Гранд-майстра Spectrum, 2008[32].
- Золота медаль (книга), Spectrum Awards 1996, за «Кровний борг»[29].
- Золота медаль (книга), Spectrum Awards 1995, за «Стати людиною»[29].
- Лауреат премії Чеслі 2006, 2001, 2000, 1999, 1995[29].